# Министерство за българското председателство на Съвета на Европейския съюз 2018
Министерството за българското председателство на Съвета на Европейския съюз 2018 е министерство в България, създадено за подготовка и провеждане на българското председателство на Съвета на Европейския съюз с решение на XLIV народно събрание през май 2017 г..